# Theridiosoma vimineum
Espèce
Theridiosoma vimineum est une espèce d'araignées aranéomorphes de la famille des Theridiosomatidae.

## Distribution
Cette espèce est endémique du Yunnan en Chine,.

## Description
Le mâle holotype mesure 1,75 mm.

## Publication originale
- Zhao & Li, 2012 : Eleven new species of theridiosomatid spiders from southern China (Araneae, Theridiosomatidae). ZooKeys, no 255, p. 1-48 (texte intégral).